# Kościół św. Antoniego z Padwy w Katowicach-Panewnikach
Kościół św. Antoniego z Padwy w Katowicach-Panewnikach – rzymskokatolicki kościół parafialny parafii św. Antoniego z Padwy w Katowicach, położony przy ulicy Panewnickiej w dzielnicy Ligota-Panewniki. Stanowi on część zespołu klasztornego Klasztoru Franciszkanów w Starych Panewnikach powstałego w latach 2019–2023 według projektu Grzegorza Ratajskiego.

## Historia

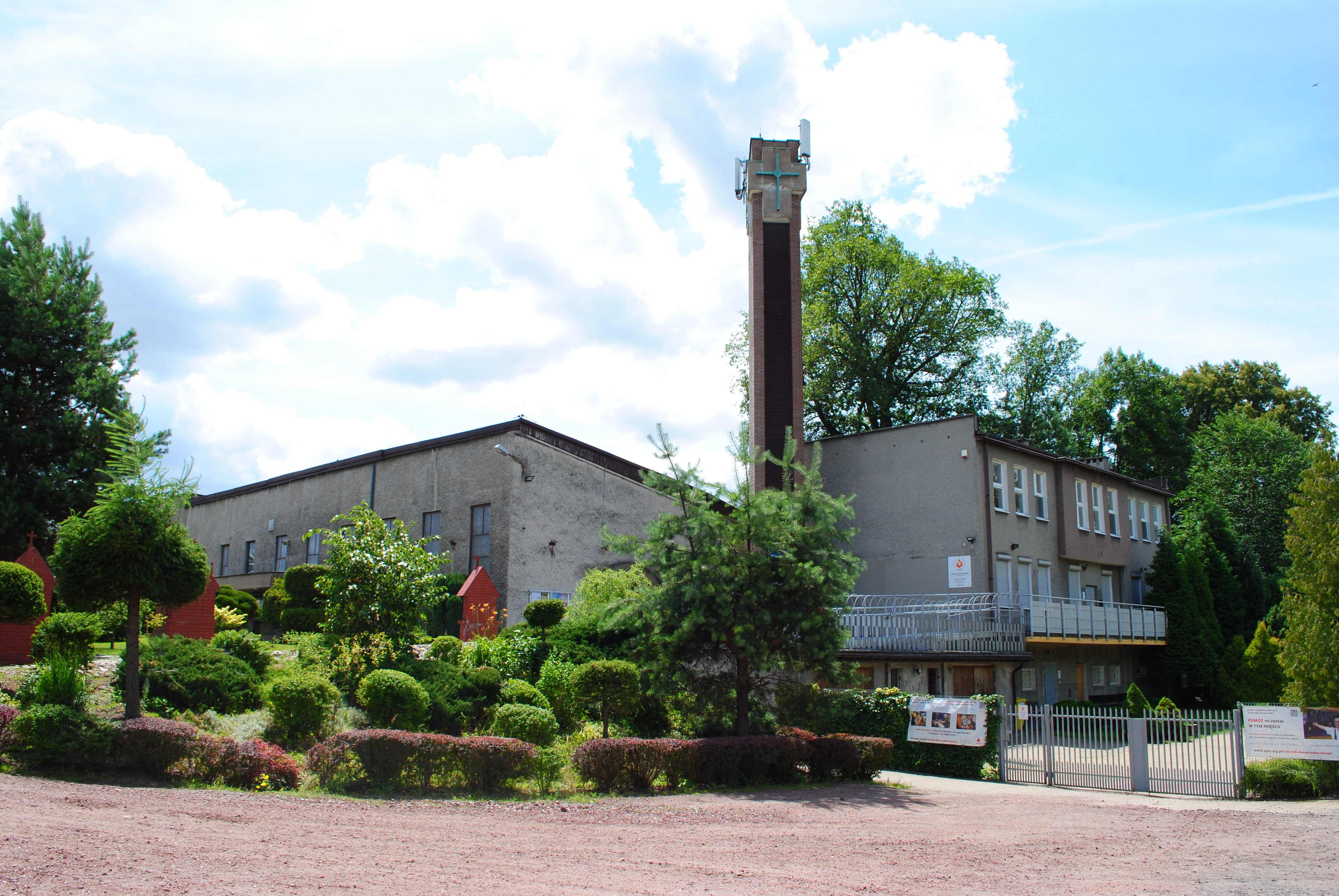
Stary kościół św. Antoniego z Padwy w lipcu 2022 roku

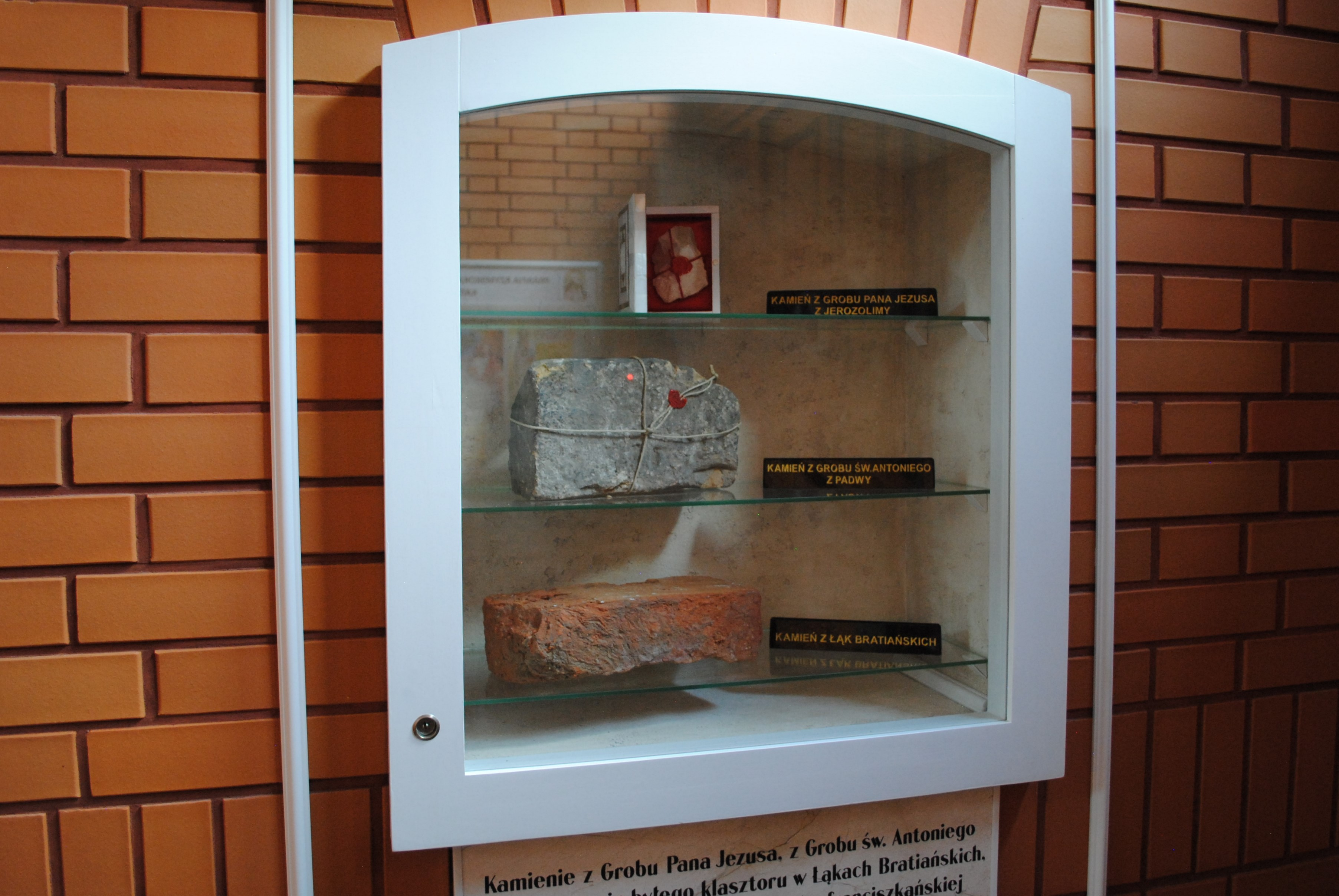
Kamienie węgielne umieszczone wewnątrz kościoła

Pierwotnie świątynią staropanewnikciej parafii był budynek położny w rejonie ulicy Panewnickiej 463, który powstał po przekształceniu restauracji Valeski Schwertfeger. Franciszkanie budynek ten w 1958 roku otrzymali jako darowiznę, 22 lutego tego samego roku do nowych pomieszczeń przeniesiono wyposażenie z kaplicy pierwszego domu zakonnego, a dzień później ks. Korneliusz Czech odprawił tu pierwsze nabożeństwo. 22 marca 1981 roku biskup katowicki Herbert Bednorz ustanowił samodzielną parafię św. Antoniego z Padwy.
Decyzję o budowie nowej świątyni podjął w 2017 roku o. Antonin Brząkalik wraz z zarządem Prowincji Wniebowzięcia NMP Zakonu Braci Mniejszych w Polsce. W tym okresie parafia liczyła około 3-4 tys. wiernych i cały czas liczba ta przybywała, a plany budowy nowego kościoła istniały już około 20 lat wcześniej. 23 lutego 2018 roku parafia obchodziła 60. rocznicę przejęcia budynku restauracji z przeznaczeniem na kaplicę. Dzień później proboszcz o. Serafin Sputek wraz z o. Antonim Rojkiem udali się do bazyliki św. Antoniego w Padwie, gdzie otrzymali kamień węgielny pod budowę nowego kościoła, klasztoru i domu parafialnego. 10 kwietnia 2019 roku poświęcono plac budowy nowej świątyni i klasztoru, a w następnym miesiącu rozpoczęła się jego budowa.
Pod koniec stycznia 2020 roku podczas parafialnej pielgrzymki po Ziemi Świętej i Jordanii proboszcz staropanewnickiej parafii o. Serafin Sputek odebrał w siedzibie Kurii Kustodii Ziemi Świętej w Jerozolimie opieczętowany kamień z grobu Jezusa Chrystusa. Kamień ten wraz z kamieniami z grobu św. Antoniego z Padwy oraz z ruin sanktuarium maryjnego i klasztoru w Łąkach Bratiańskich zostały uroczyście wmurowane z udziałem metropolity katowickiego abp. Wiktora Skworca 3 października 2020 roku.
W czerwcu 2021 roku kończono prace przy układaniu dachu z blachy, a także rozpoczęto roboty budowalne przy budowie kopuły, którą zamontowano dwa miesiące później.
4 czerwca 2023 roku abp Wiktor Skworc uroczyście poświęcił świątynię. Zastąpiła ona dotychczasowy budynek, a jej budowę sfinansowano ze środków prowincji, wiernych oraz darczyńców.

## Charakterystyka

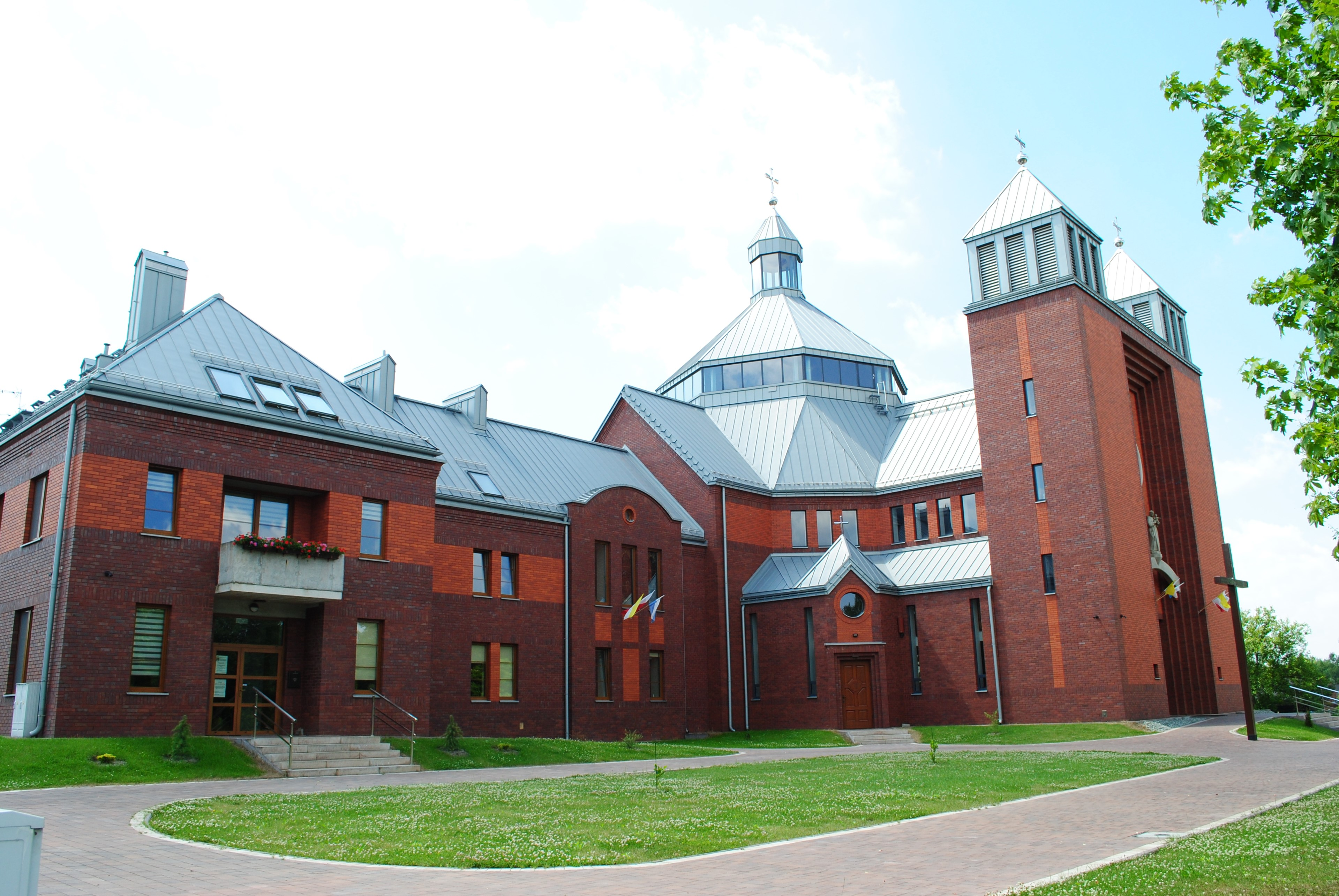
Kompleks zabudowy od strony północno-wschodniej (2024)

Kościół św. Antoniego z Padwy w Katowicach położony jest przy ulicy Panewnickiej w zachodniej części miasta, na terenie dzielnicy Ligota-Panewniki. Jest to świątynia rzymskokatolickiej parafii św. Antoniego z Padwy i przy niej funkcjonuje także Klasztor Franciszkanów.
Kościół stanowi część kompleksu, w skład którego wchodzi dom parafialny z salkami dla grup parafialnych, a także klasztor składający się z trzech skrzydeł: w pierwszym znajdują się sale dla duszpasterstwa, w drugim dwupoziomowa kaplica, a trzecie pełni funkcje mieszkalne (12 kwater dla zakonników i 4 pokoje gościnne). Zespół ten został zaprojektowany przez tyskiego architekta Grzegorza Ratajskiego.
Powierzchnia zabudowy kościoła wynosi 649 m². Jego elewacja pokryta jest klinkierem, co jest nawiązaniem do panewnickiej bazyliki i klasztoru. Zwieńczony jest kopułą, w której znajduje się kapsuła czasu, a nad wejściem głównym do świątyni, na frontonie znajduje się betonowa figura św. Antoniego.
W centralnym miejscu w prezbiterium wisi kopia krzyża z San Damiano. Znajdują się tutaj trzy obrazy – pośrodku przedstawiający Jezusa Miłosiernego, a po bokach św. Antoniego z Padwy i św. Franciszka z Asyżu. Nad nimi umieszczono witraże przedstawiające Baranka Bożego (pośrodku), gołębicę (nad obrazem św. Antoniego) i wyobrażoną ręka Boga Ojca (nad obrazem św. Franciszka). Dodatkowo przy obrazach świętych wyeksponowano ich relikwie. Jeden z bocznych ołtarzy wewnątrz świątyni poświęcony jest Matce Bożej Fatimskiej, której figura została przywieziona z Fatimy, a po drugiej stronie prezbiterium znajduje się kaplica Najświętszego Sakramentu z tabernakulum.

## Galeria

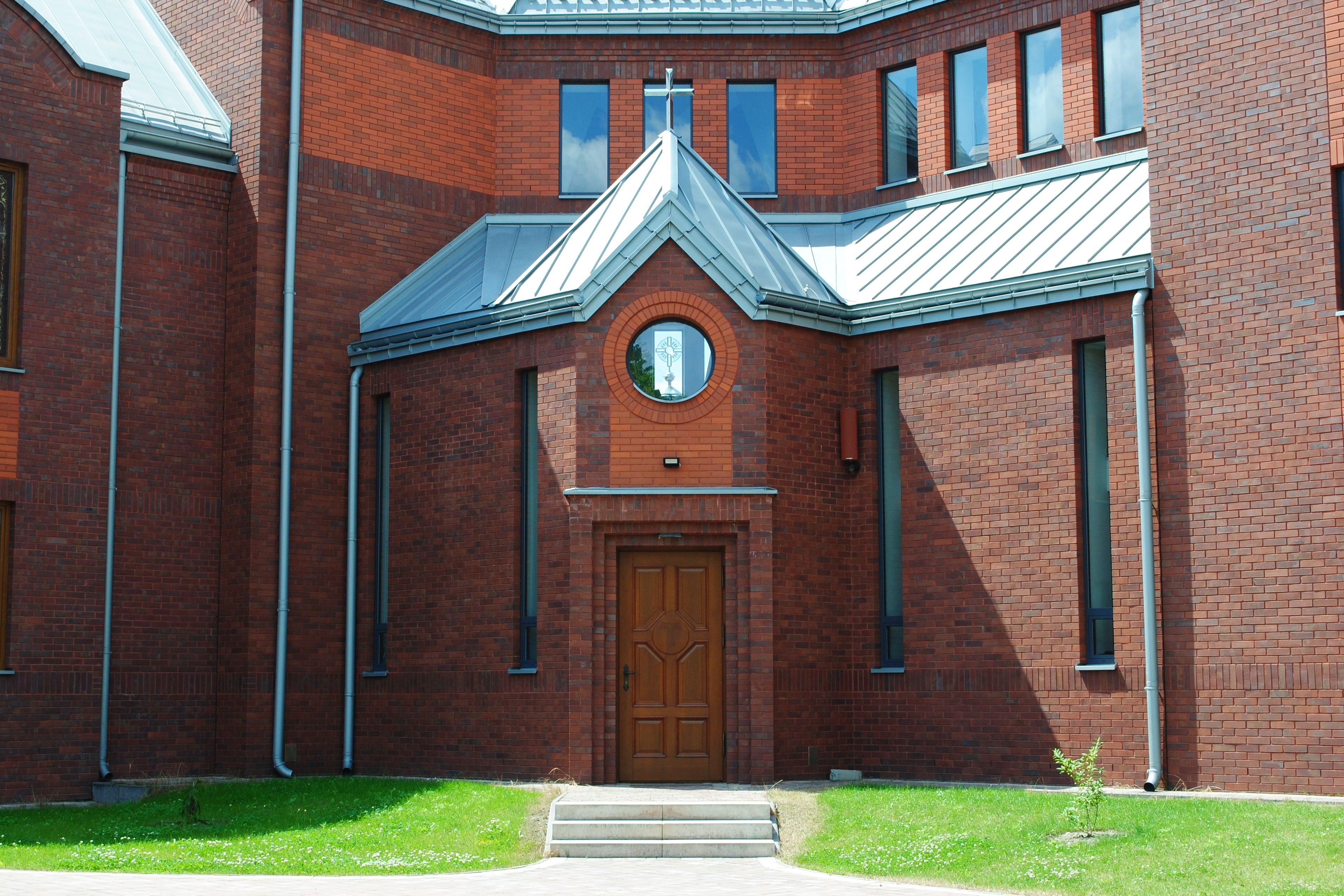
Boczne wejście do kościoła (2024)
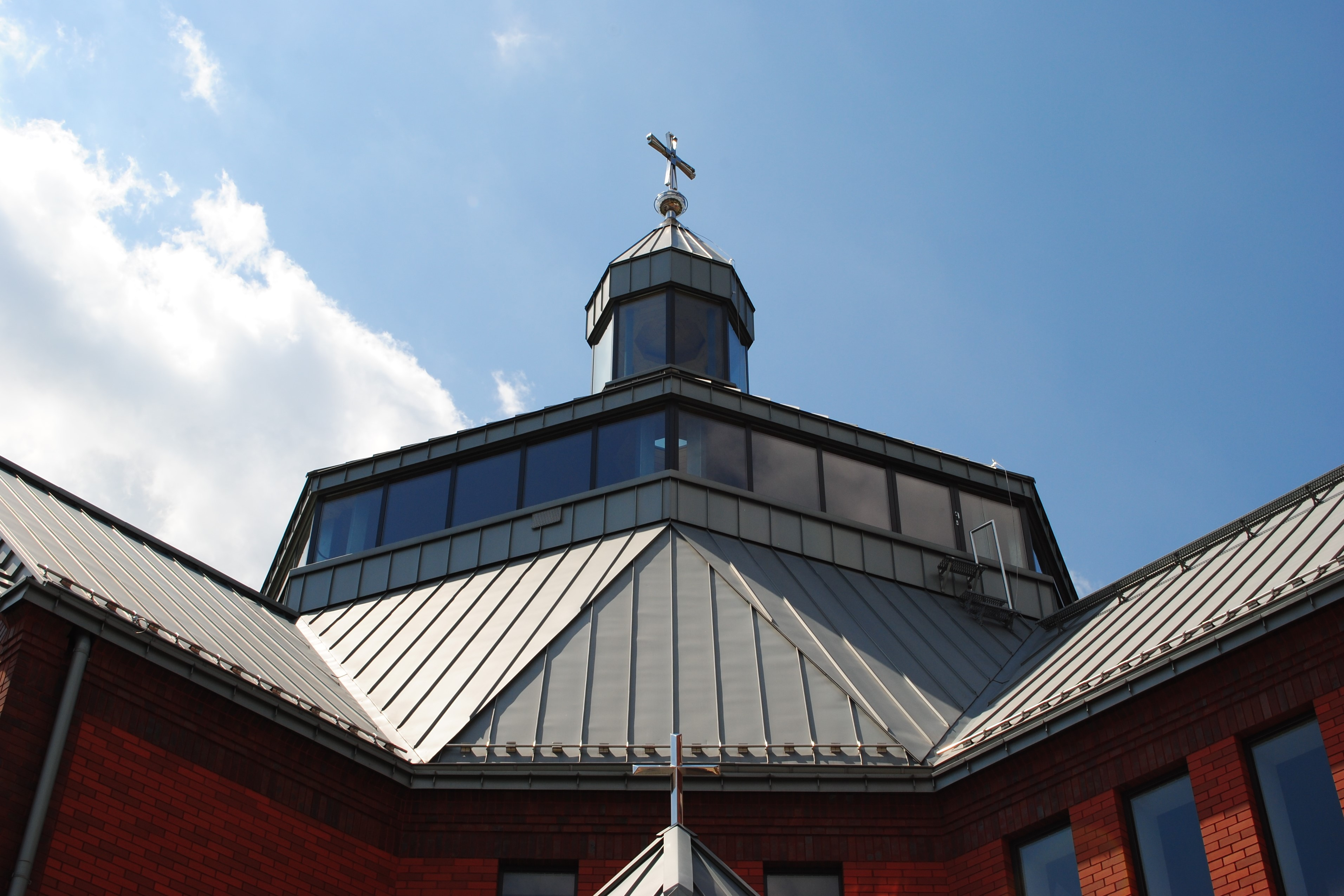
Kopuła kościoła (2024)
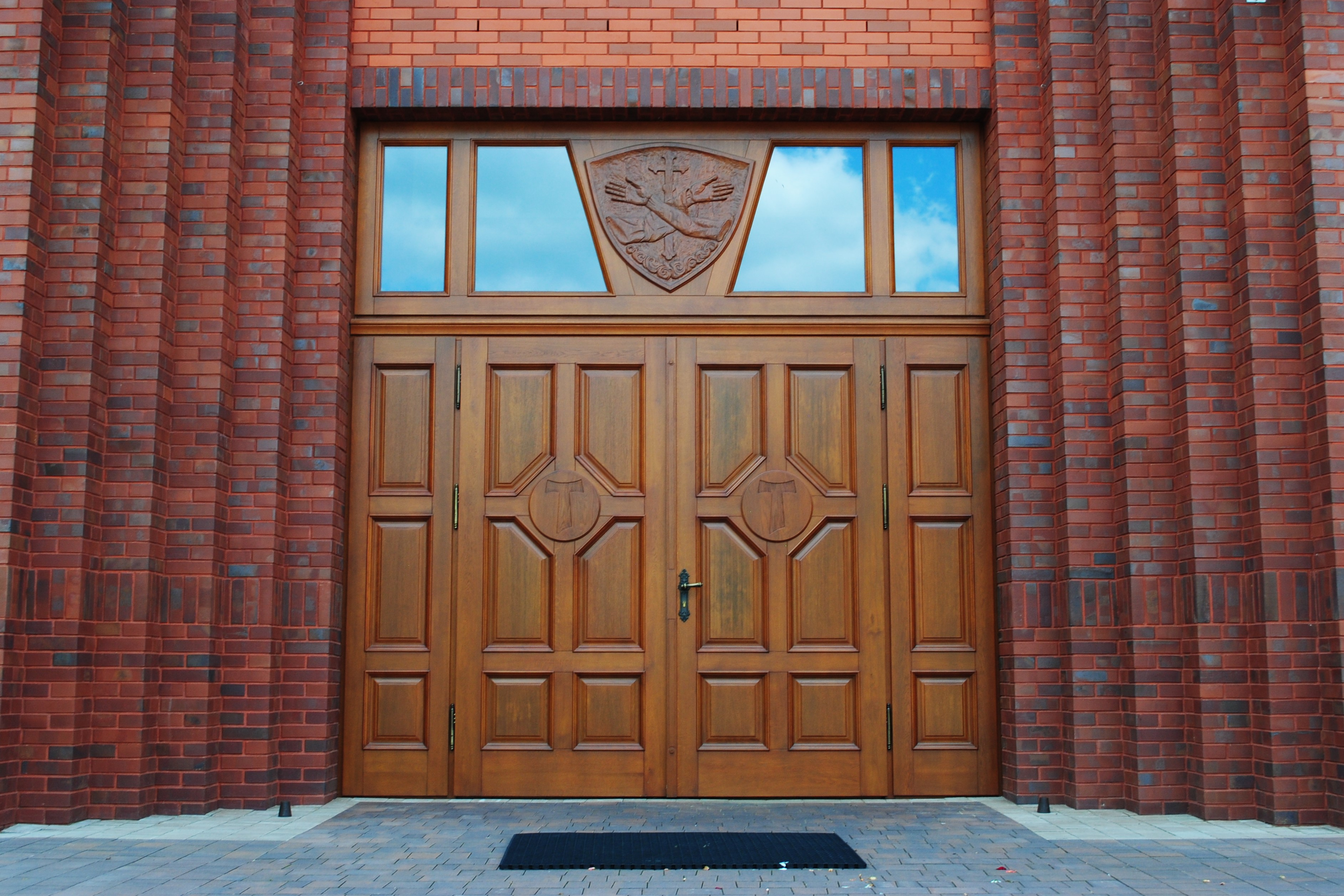
Drzwi główne do kościoła; nad nimi herb franciszkanów (2024)
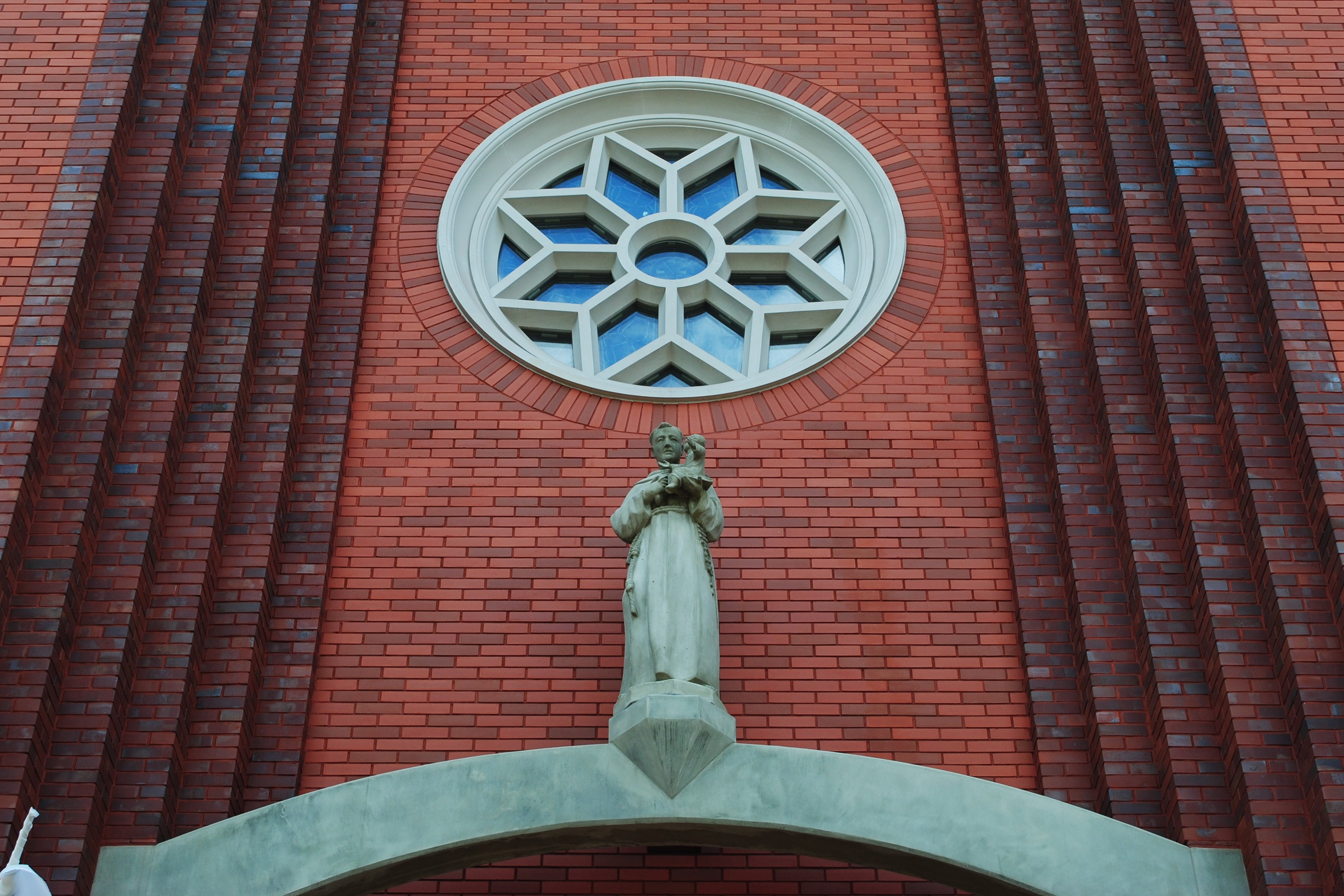
Pomnik św. Antoniego i rozeta nad wejściem głównym (2024)
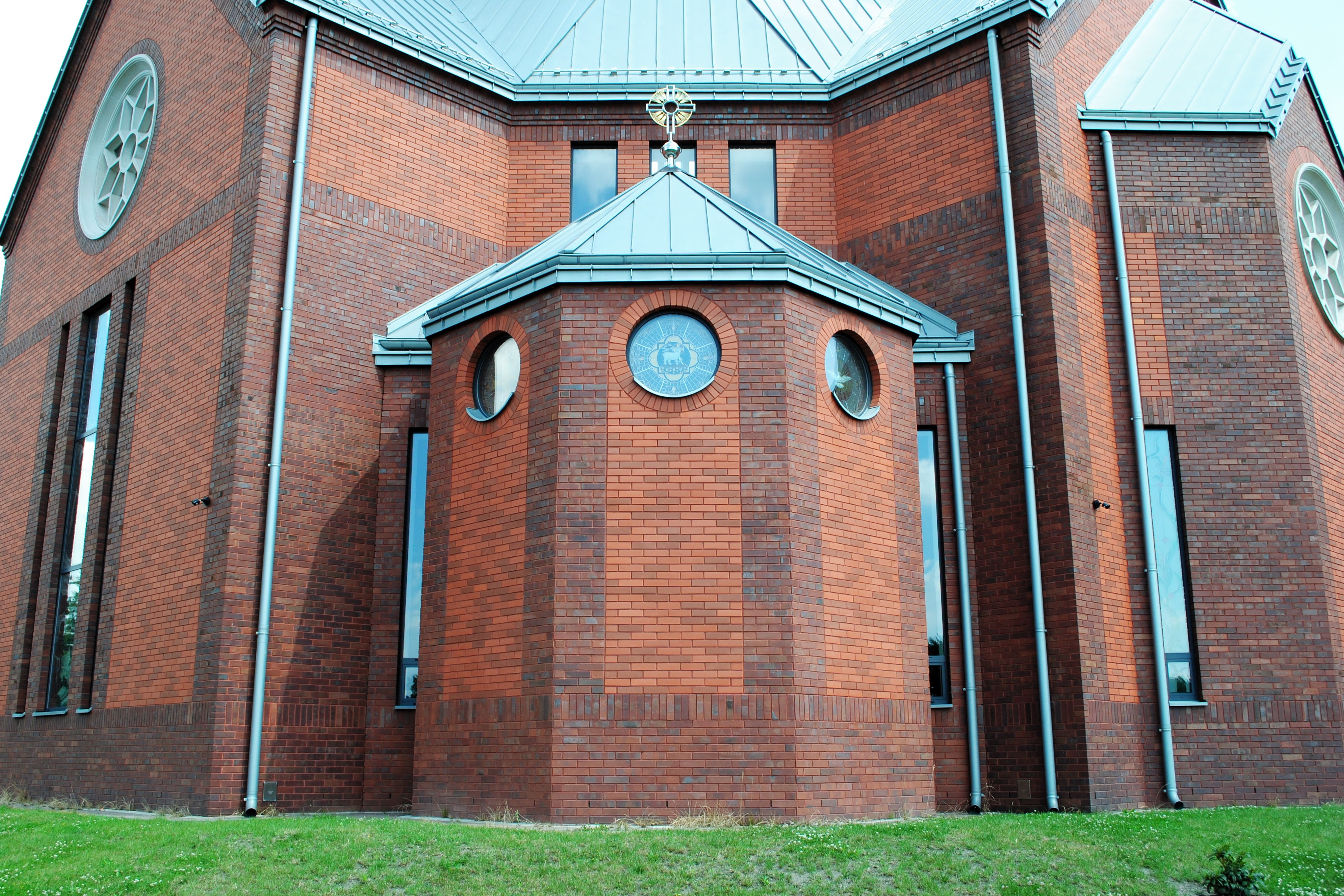
Jedna z kaplic (2024)
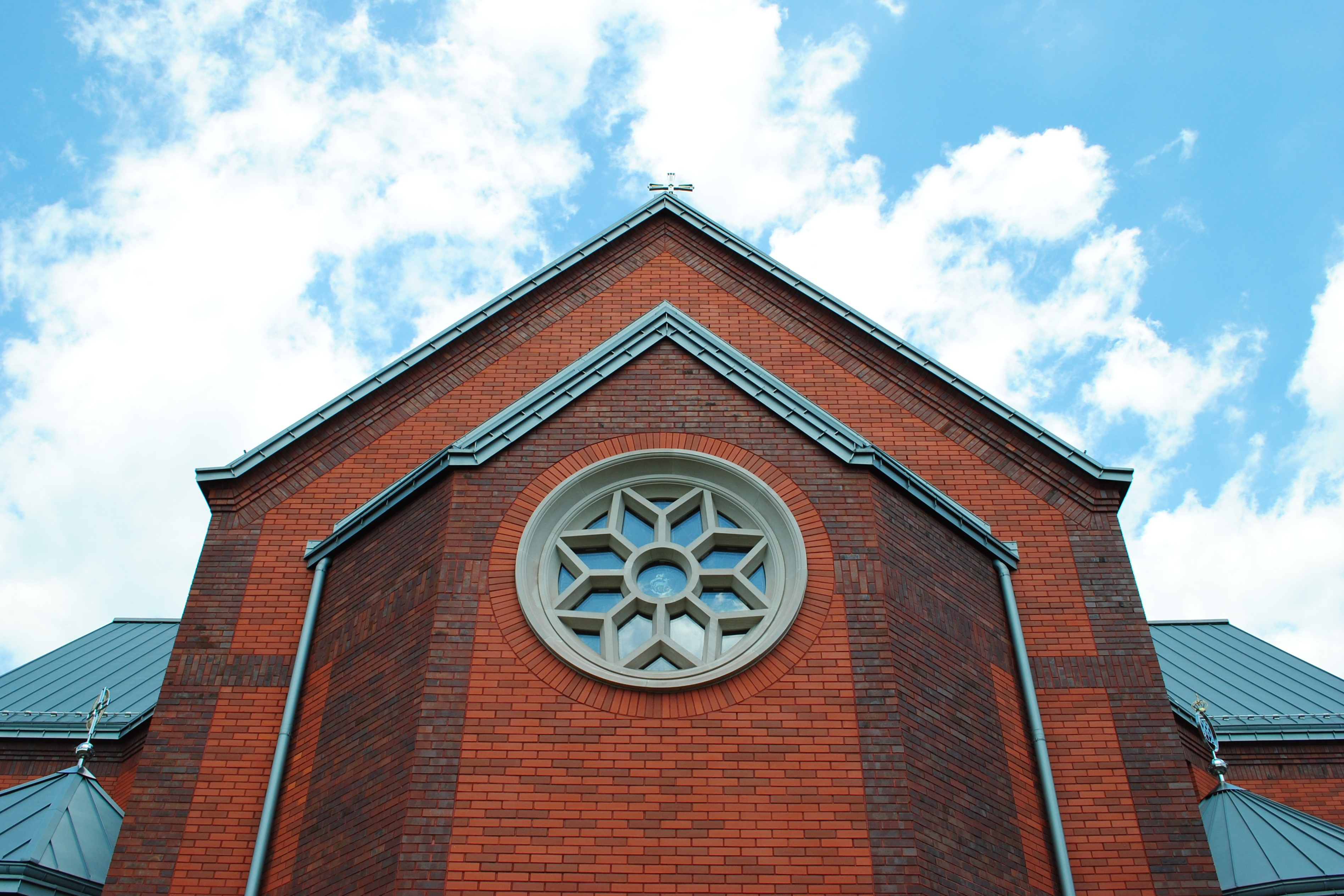
Górna, zewnętrzna część prezbiterum (2024)